# 170e méridien ouest
En géographie, le 170e méridien ouest est le méridien joignant les points de la surface de la Terre dont la longitude est égale à 170° ouest.

## Géographie

### Dimensions
Comme tous les autres méridiens, la longueur du 170e méridien correspond à une demi-circonférence terrestre, soit 20 003,932 km. Au niveau de l'équateur, il est distant du méridien de Greenwich de 18 924 km,.
Avec le 10e méridien est, il forme un grand cercle passant par les pôles géographiques terrestres.

### Régions traversées
En commençant par le pôle Nord et descendant vers le sud au pôle Sud, Le 170e méridien ouest passe par:
| Coordonnées           | Pays, territoire ou mer | Notes |
| --------------------- | ----------------------- | --- |
| 90° 00′ N, 170° 00′ O | Océan Arctique          | |
| 71° 50′ N, 170° 00′ O | Mer des Tchouktches     | |
| 66° 33′ N, 170° 00′ O | Mer de Bering           | |
| 66° 11′ N, 170° 00′ O | Russie                  | Tchoukotka — Péninsule Tchouktche |
| 66° 02′ N, 170° 00′ O | Mer de Bering           | |
| 63° 28′ N, 170° 00′ O | États-Unis              | Alaska — Île Saint-Laurent |
| 63° 09′ N, 170° 00′ O | Mer de Bering           | Passe juste à l'est de l' Île Saint-Paul, Alaska, États-Unis (at 57° 14′ N, 170° 05′ O) Passe juste à l'ouest de l'Île Saint George, Alaska, États-Unis (à 56° 36′ N, 169° 46′ O) |
| 52° 54′ N, 170° 00′ O | États-Unis              | Alaska — Île Carlisle and Île Chuginadak |
| 52° 48′ N, 170° 00′ O | Océan Pacifique         | Passe juste à l'ouest de Niue (à 19° 04′ S, 169° 57′ O) |
| 60° 00′ S, 170° 00′ O | Océan Austral           | |
| 78° 29′ S, 170° 00′ O | Antarctique             | Dépendance de Ross, Liste des territoires revendiqués par la Nouvelle-Zélande |